# Castanet-Tolosan
Castanet-Tolosan è un comune francese di 11 273 abitanti situato nel dipartimento dell'Alta Garonna nella regione dell'Occitania.

## Società

### Evoluzione demografica
Abitanti censiti